# Landkreis Templin

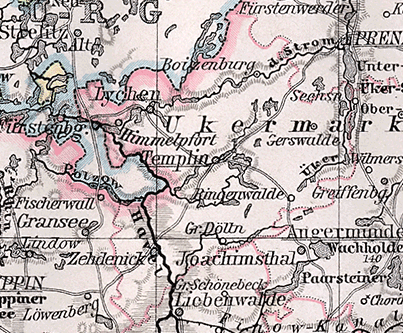
Das Kreisgebiet 1905

Der Landkreis Templin, ursprünglich Kreis Templin, in Brandenburg bestand in der preußischen Provinz Brandenburg und im Land Brandenburg der SBZ bzw. DDR von 1817 bis 1952.
Der Kreis Templin umfasste am 1. Januar 1945 die drei Städte Lychen, Templin und Zehdenick, 82 weitere Gemeinden und drei Forst-Gutsbezirke. Heute gehört das ehemalige Kreisgebiet zu den Landkreisen Uckermark und Oberhavel in Brandenburg.

## Verwaltungsgeschichte

### Königreich Preußen
Im Rahmen der Bildung von Provinzen und Regierungsbezirken in Preußen erfolgte mit Wirkung zum 1. April 1817 im Regierungsbezirk Potsdam der preußischen Provinz Brandenburg eine Kreisreform, bei der in der Uckermark die drei neuen Kreise Angermünde, Prenzlau und Templin gebildet wurden. Der Kreis Templin setzte sich zusammen aus dem Westteil der Uckermark sowie den Orten Badingen, Bergsdorf, Hellberg, Hertefeld, Liebenberg, Luisenhof, Manhorst, Mildenberg, Osterne und Zabelsdorf aus dem aufgelösten Kreis Glien-Löwenberg sowie den Orten Marienthal und Ribbeck aus dem Kreis Ruppin. Das Landratsamt befand sich in der Stadt Templin.

### Norddeutscher Bund/Deutsches Reich
Seit dem 1. Juli 1867 gehörte der Kreis zum Norddeutschen Bund und ab dem 1. Januar 1871 zum Deutschen Reich.
Gegen Ende der 1920er Jahre wurden nahezu alle Gutsbezirke im Kreis aufgelöst und benachbarten Landgemeinden zugeteilt. Zum 1. April 1937 wurden kleinere Grenzbegradigungen zu Mecklenburg durchgeführt. Es wurden eingegliedert:
- der Dablow-See aus dem Kreis Templin in den mecklenburgischen Kreis Stargard,
- der Glanz-See aus dem mecklenburgischen Kreis Stargard in den Kreis Templin.

Zum 22. Juni 1937 wurde ein Teil der Gemeinde Dabelow, nämlich die Insel im Brückentin-See aus dem mecklenburgischen Kreis Stargard, in den Kreis Templin eingegliedert. Auf dem Gebiet der Gemeinde Ravensbrück bei Fürstenberg/Havel befanden sich in der Zeit des Nationalsozialismus ab 1939 das Konzentrationslager Ravensbrück und ab 1942 das Konzentrationslager Uckermark.
Im Frühjahr 1945 wurde das Kreisgebiet durch die Rote Armee besetzt.

### Sowjetische Besatzungszone/Deutsche Demokratische Republik
Ab 1946 gehörte der nunmehr Landkreis Templin genannte Kreis zum Land Brandenburg in der Sowjetischen Besatzungszone, seit 1949 in der Deutschen Demokratischen Republik. Das Gesetz über die Änderung zur Verbesserung der Kreis- und Gemeindegrenzen vom 28. April 1950 brachte zum 1. Juli 1950 mehrere Gebietsänderungen:
- Der Fürstenberger Werder mit der Stadt Fürstenberg sowie den Gemeinden Barsdorf, Buchholz, Blumenow, Dannenwalde, Steinförde und Tornow aus dem Landkreis Neustrelitz des Landes Mecklenburg wurde in den Landkreis Templin umgegliedert.
- Die Gemeinden Friedrichswalde und Parlow wechselten aus dem Landkreis Angermünde in den Landkreis Templin.
- Die Gemeinden Naugarten, Parmen, Potzlow und Weggun wechselten aus dem Landkreis Templin in den Landkreis Prenzlau.

Bei der DDR-Kreisreform von 1952 fiel ein Teil des Landkreises an den neuen Kreis Gransee im Bezirk Potsdam. Aus dem verbliebenen Kreisgebiet wurde der Kreis Templin, der dem neugebildeten Bezirk Neubrandenburg zugeschlagen wurde.
Im Dezember 1952 wechselten die Gemeinden Friedrichswalde und Parlow in den Kreis Eberswalde im Bezirk Frankfurt (Oder).

### Bundesrepublik Deutschland
1990 entschieden sich in Bürgerbefragungen die Bürger der Kreise Prenzlau und Templin mit überwältigender Mehrheit für eine Zugehörigkeit zum Land Brandenburg.
Die Landkreise Angermünde, Prenzlau und Templin sowie die kreisfreie Stadt Schwedt wurden 1993 zum Landkreis Uckermark zusammengeschlossen.

## Einwohnerentwicklung
| Jahr | Einwohner | Quelle |
| ---- | --------- | ------ |
| 1816 | 26.834    | [ 4 ]  |
| 1846 | 42.573    | [ 5 ]  |
| 1871 | 43.974    | [ 6 ]  |
| 1890 | 45.236    | [ 7 ]  |
| 1900 | 47.152    | [ 7 ]  |
| 1910 | 51.687    | [ 7 ]  |
| 1925 | 55.361    | [ 7 ]  |
| 1933 | 55.928    | [ 7 ]  |
| 1939 | 58.374    | [ 7 ]  |
| 1946 | 72.094    | [ 8 ]  |

## Kommunalverfassung bis 1945
Der Kreis Templin gliederte sich in Städte, in Landgemeinden und – bis zu deren fast vollständiger Auflösung im Jahre 1929 – in Gutsbezirke. Mit Einführung des preußischen Gemeindeverfassungsgesetzes vom 15. Dezember 1933 sowie der Deutschen Gemeindeordnung vom 30. Januar 1935 wurde zum 1. April 1935 das Führerprinzip auf Gemeindeebene durchgesetzt. Eine neue Kreisverfassung wurde nicht mehr geschaffen; es galt weiterhin die Kreisordnung für die Provinzen Ost- und Westpreußen, Brandenburg, Pommern, Schlesien und Sachsen vom 19. März 1881.

## Landräte
- 1817–1831 Friedrich Wilhelm Karl von Arnim
- 1831–1833 Adolf Heinrich von Arnim-Boitzenburg
- 1834–1838 Carl Detloff von Winterfeld
- 1838–1852 Theodor Ludwig von Haas
- 1852–1866 Karl Hugo von Mettingh
- 1867–1867 Adolf von Arnim-Boitzenburg
- 1867–9999 Hermann von Arnim (vertretungsweise)
- 1868–9999 von Putkamer (vertretungsweise)
- 1868–1873 Adolf von Arnim-Boitzenburg
- 1873–1898 Hermann Richard von Arnim
- 1898–1920 Ludwig Gustav Otto Gotthelf von Arnim
- 1920–1945 Günther Reitzenstein

## Städte und Gemeinden

### Stand 1816
Mit Bildung des Kreises Templin 1816 gab es 374 Wohnplätze, davon 61 Dörfer (davon 3 Flecken: Boitzenburg, Fredenwalde und Gerswalde), 91 Vorwerke, 5 Kolonien und 61 Etablissements (Ausbausiedlungen mit besonderen Namen).

### Stand 1945
Dem Kreis Templin gehörten 1945 die folgenden Städte und Gemeinden an:
| - Ahrensdorf - Altthymen - Annenwalde - Arnimshain - Badingen - Bebersee - Beenz - Bergsdorf - Berkholz - Beutel - Boitzenburg - Bredereiche - Buchholz - Burgwall - Dargersdorf - Densow - Falkenthal - Fergitz - Flieth - Friedenfelde - Funkenhagen - Gandenitz | - Gerswalde - Gollin - Götschendorf - Groß Dölln - Groß Fredenwalde - Groß Kölpin - Groß Väter - Grunewald - Hammelspring - Hardenbeck - Haßleben - Herzfelde - Himmelpfort - Hindenburg - Jakobshagen - Kaakstedt - Kappe - Klaushagen - Klein-Mutz - Klosterwalde - Krewelin - Kröchlendorff | - Krohnhorst - Kuhz - Kurtschlag - Liebenberg - Lychen, Stadt - Marienthal - Mellenau - Metzelthin - Mildenberg - Milmersdorf - Mittenwalde - Naugarten - Netzow - Parmen - Petersdorf - Petznick - Pinnow - Poratz - Potzlow - Ravensbrück - Retzow - Ribbeck | - Ringenwalde - Röddelin - Rosenow - Rutenberg - Stegelitz - Storkow - Tangersdorf - Temmen - Templin, Stadt - Thomsdorf - Vietmannsdorf - Vogelsang - Warthe - Weggun - Wesendorf - Wichmannsdorf - Zabelsdorf - Zehdenick, Stadt - Zootzen |

Außerdem bestanden die drei Forst-Gutsbezirke Forst Boitzenburg, Forst Himmelpfort uns Forst Schorfheide.

### Vor 1945 aufgelöste Gemeinden
- Strehlow, am 1. Januar 1926 zu Potzlow
- Ahlimbsmühle, am 30. April 1934 zu Petersdorf[10]

### Namensänderungen
- 1939 wurde der Ortsname Boitzenburg in Boitzenburg (Uckermark) geändert.
- 1951 wurde die Gemeinde Arnimshain in Buchenhain umbenannt.